# Minério de ferro

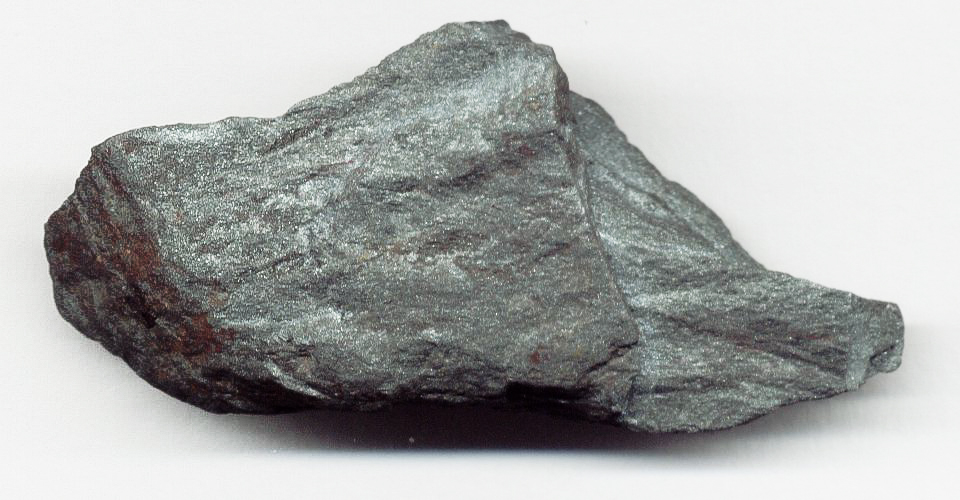
A hematita é um minério de ferro muito comum

Os minérios de ferro são rochas a partir das quais pode ser obtido ferro metálico de maneira economicamente viável. O ferro encontra-se geralmente sob a forma de óxidos, como a magnetita e a hematita ou ainda como um carbonato, a siderita.
Os minérios de ferro têm um teor de ferro variável consoante o mineral ferrífero:
| Mineral         | Fórmula química | Conteúdo teórico em ferro | Conteúdo teórico em ferro após calcinação |
| --------------- | --------------- | ------------------------- | ----------------------------------------- |
| hematita        | Fe2O3           | 69,96                     | 69,96                                     |
| magnetita       | Fe3O4           | 72,4                      | 72,4                                      |
| magnesioferrita | MgO·Fe2O3       | 56-65                     | 56-65                                     |
| goethita        | Fe2O3·H2O       | 62,9                      | 70                                        |
| hidrogoethita   | 3Fe2O3·4H2O     | 60,9                      | 70                                        |
| limonita        | 2Fe2O3·3H2O     | 60                        | 70                                        |
| siderita        | FeCO3           | 48,3                      | 70                                        |
| pirita          | FeS2            | 46,6                      | 70                                        |
| pirrotita       | Fe1-xS          | 61,5                      | 70                                        |
| ilmenita        | FeTiO3          | 36,8                      | 36,8                                      |

Fonte: Minério de ferro. Por Pedro Sergio Landim de Carvalho, Marcelo Machado da Silva, Marco Aurélio Ramalho Rocio, Jacques Moszkowicz. "Insumos Básicos". BNDES Setorial 39, p. 197-234

## Produção mundial
A extração de minério de ferro é uma indústria presente na maior parte dos países. Os dez maiores produtores mundiais de minério de Ferro (dados de 2006) são a China, Brasil,  Austrália, Índia, Rússia, Ucrânia,  África do Sul, Irã, Canadá e Estados Unidos, o Reino Unido na época da primeira e segunda Revoluções Industriais, entre 1760 e 1910, era um dos maiores produtores do minério de ferro, mas as jazidas se começaram a se esgotar, porém não antes da Década de 1960.[carece de fontes?]
O consumo mundial de minério de ferro cresce cerca de 11% ao ano, e os maiores consumidores são a China, Japão, Coreia, Estados Unidos e a União Europeia.
Os métodos de mineração variam consoante o tipo de minério. Os quatro principais, sob o ponto de vista de interesse econômico, são a magnetita, titanomagnetita, hematita e pisolita.
| 1.  | Austrália      | 919,0 |
| 2.  | Brasil         | 405,0 |
| 3.  | China          | 351,0 |
| 4.  | Índia          | 238,0 |
| 5.  | Rússia         | 97,5  |
| 6.  | África do Sul  | 72,4  |
| 7.  | Ucrânia        | 63,2  |
| 8.  | Canadá         | 58,5  |
| 9.  | Estados Unidos | 46,9  |
| 10. | Suécia         | 35,7  |

## Brasil
No Brasil, as principais regiões produtoras de minério de ferro são o Quadrilátero Ferrífero, a Província Mineral de Carajás e a região de Corumbá, que contêm depósitos em rochas constituintes de formações ferríferas bandadas (isto é, formadas por rochas finamente bandadas ou laminadas, constituídas, principalmente, de minerais de sílica e de ferro, tais como hematita, magnetita e algumas variedades de carbonatos e silicatos),  chamadas no país de itabirito.
No Brasil, os estados onde se encontram as maiores reservas de minério de ferro são: Pará, Piauí  e Minas Gerais.